# Zamarra (prenda)

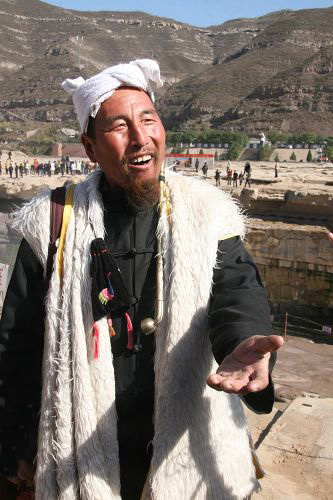
Hombre vistiendo una zamarra

Una zamarra o zamarro (del vasco zamarra) es una prenda de vestir hecha de piel con su lana o pelo, normalmente de carnero, utilizada para protegerse del clima frío o de la lluvia.
En algunas regiones de España se suele usar como sinónimo de camiseta o chaqueta.

## Características
Tradicionalmente solía usarse sin mangas, aunque hoy día se pueden encontrar con ellas, tanto largas como cortas; es abierta por delante y se cierra por medio de botones, cremallera o cualquier otro sistema similar.

## Uso
Ancestralmente usada por pastores y labriegos para protegerse del frío, hoy día también se usa como complemento estético.

## Tipos
Esta prenda se puede clasificar según:
- el corte: si es de manga larga, de manga corta, sin mangas.
- la composición: si está hecha de lana, piel, poliéster, acrílico, etc.